# لی بومن
لی بومن (انگلیسی: Lee Bowman؛  ‏۲۸ دسامبر ۱۹۱۴ – ۲۵ دسامبر ۱۹۷۹) بازیگر اهل ایالات متحده آمریکا بود. طبق یکی از آگهی‌های ترحیم، «نقش‌های او در معروف‌ترین سال‌های زندگی‌اش از نقش‌های عاشقانه گرفته تا غم‌انگیز دنیوی و عاقلانه متغیر بود». 
از فیلم‌ها یا برنامه‌های تلویزیونی که وی در آن نقش داشته است، می‌توان به فلوریان، دختر مدل، ویکتور هربرت بزرگ، رابطه عاشقانه، از این طرف لطفاً و خانه کنار رودخانه اشاره کرد.